# Harald Schmitt

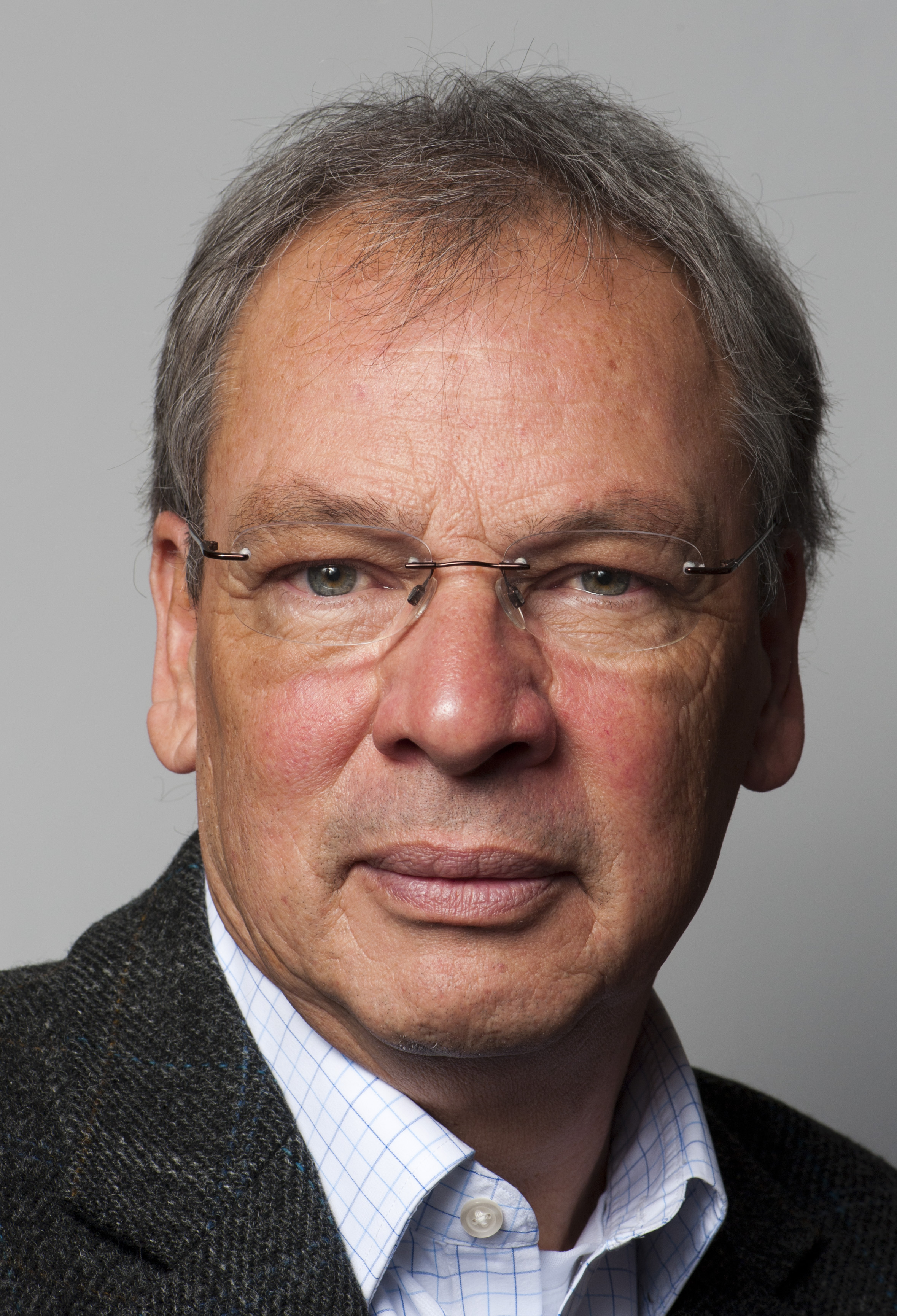
Harald Schmitt, 2011

Harald Schmitt (* 2. März 1948 in Hausen bei Mayen) ist ein ehemaliger Fotoreporter des Magazins Stern. Seine Fotos, die er unter anderem vor und während der Wende 1989 in der DDR und den angrenzenden Ostblockstaaten schoss, sind Dokumente der Zeitgeschichte.

## Biografie
Seine Jugend verbrachte er in Trier, wo sein Vater eine Nachtbar betrieb, und in Köln. In Trier absolvierte er seine Lehre zum Fotografen. Die Tätigkeit, Hochzeiten, Passbilder und kleinere Werbe- und Architekturfotos zu erstellen, erfüllte ihn jedoch nicht. Es zog ihn zur Presse. So wurde er zunächst Laborant und Fotograf bei der Trierischen Landeszeitung. Da auch dies seinen Zielvorstellungen nicht entsprach, ging er 1970 nach München, wurde Sportfotograf bei der Bildagentur von Dieter Frinke und blieb dort bis zu Olympiade 1972. Danach wechselte er zur Fotoagentur von Sven Simon nach Bonn. Dort fotografierte er Politik- und Wirtschaftsthemen und bereiste erstmals als fotografischer Begleiter von Politikern die Welt. 1974 und 1975 weilte er in Paris und Nizza, wo er für Star Agency Dreharbeiten zu Spielfilmen dokumentierte und Homestorys verschiedener Schauspieler für die Yellow Press coverte. 1977 kam er zu Sven Simon zurück nach Bonn. Jetzt fotografierte er Geschichten wie Wahlkampf in Amerika (Bill Clinton), Erdbeben, Streiks in England, Beginn der Sozialistischen Internationale in Spanien, Portugal und Italien, sowie Kriegsschauplätze in Vietnam, Kambodscha, Rhodesien, Namibia und Irland.
1977 gelang es ihm, beim Stern als Fotograf angestellt zu werden, wo er bis Anfang 2011 arbeitete. In den ersten sechs Jahren beim Stern war er akkreditierter Fotoreporter in Ostberlin. Er lieferte Fotos vom Beginn der Friedensbewegung (1982) und von Reisen mit Erich Honecker nach Japan und Sambia (1979). Schon 1978 fotografierte er in Prag Václav Havel und Pavel Kohout. 1989 war Schmitt in Prag dabei, als am 24. November bekannt wurde, dass der Prager Vorsitzende der Kommunistischen Partei zurückgetreten ist.
Fotos von den Streiks in der Lenin-Werft in Gdańsk, der Gründung von Solidarność und dem Zusammenbruch des politischen Systems in der Tschechoslowakei runden seine fotografischen Leistungen aus dieser Zeit ab. 1983 wurde sein Visum durch die DDR nicht mehr verlängert. Besonders bekannt wurden seine Fotos von (kleine Auswahl)
- Lech Wałęsa als Fäuste ballender Anführer auf den Schultern der Danziger Werftarbeiter
- Alexander Dubček und Václav Havel erfahren durch Zuruf auf dem Podium des Bürgerforums vom Rücktritt des Prager Vorsitzenden der Kommunistischen Partei. Havel erhebt daraufhin sein Glas auf den Triumph des Volkes. Das war fünf Wochen vor seiner Wahl zum Präsidenten. (Siehe → Samtene Revolution)
- Die „Entmachtung“ Michail Gorbatschows durch Boris Jelzin vor dem russischen Parlament
- Porträt des nachdenklichen Gorbatschow
- Rainer Eppelmann im Schaukelstuhl in seinem Haus in Ostberlin
- Markus Wolf bei der Beerdigung seines Bruders Konrad 1982
- Der Besuch Wolf Biermanns bei Robert Havemann drei Tage vor dessen Tod († 9. April 1982)
- Erich Honecker verabschiedet Helmut Schmidt nach dessen Besuch in Güstrow (Dezember 1981)
- Der ganz in weiß gekleidete Honecker entsteigt in Lusaka seinem Rolls-Royce, um die jubelnde Menge zu begrüßen
- Arthur Rubinstein 1976 in New York
- Heinz Bennent (kopfstehend) mit seinem Sohn David 1979
- Jassir Arafat mit zum V gebildeten Fingern 1974 in Beirut (World Press Foto 1975)

Von 1986 bis Ende 2009 arbeitete er in der STERN-Zentrale in Hamburg und erstellte Fotoreportagen aus aller Welt, meist mit einem schreibenden Kollegen, aber auch alleine. Seit 2011 ist Schmitt freischaffender Fotoreporter in Hamburg, u. a. für den STERN, Vortragsreisender und (Mit-)Herausgeber von Büchern.

## Privates
Harald Schmitt ist verheiratet mit Annette, die er 1979 während seiner Tätigkeit in Ostberlin kennengelernt hat, und lebt in Hamburg.

## Filme über Harald Schmitt
- Die Tour Malocher – WDR
- Harald Schmitt – Fotoreporter Stern – Foto Tv
- Harald Schmitt – Sekunden, die Geschichte wurden – Foto Tv
- Harald Schmitt und Thomas Höpker über ihre Zeit in der DDR – Foto Tv
- Berichte aus der DDR – MDR Fernsehen

## Bücher
- Harald Schmitt: Sekunden, die Geschichte wurden: Bilder vom Ende des Sozialismus. Steidl-Verlag 2009, ISBN 978-3-86521-988-6.
- Harald Schmitt: Auf den Punkt. Addison-Wesley 2011, ISBN 978-3-8273-3026-0.
- Bilder zu:
  - Die sechs Weltreligionen. ISBN 978-3-550-07854-5.
  - Die Herausforderer: Deutschland greift nach dem America’s Cup. ISBN 978-3-938017-49-4.
  - Die Starken: Von Kindern, die für das Leben kämpfen. ISBN 978-3-570-08620-9.
  - Arved Fuchs: Polarlicht in den Segeln – Eine Winterreise zu den Lofoten (2013). ISBN 978-3-7688-3673-9.

## Auszeichnungen
- 1975: World Press Photo Award: 3. Preis Kat. Portrait Yasser Arafat
- 1976: World Press Photo Award: 1. Preis Kat. Portrait Indira Gandhi
- 1988: World Press Photo Award: 3. Preis Kat. New Feature „Untergang der Fähre Herald of Free Enterprise“
- 1991: Medaille „Zum Gedenken der Verteidigung der Unabhängigkeit Lettlands“
- 1998: World Press Photo Award: 2. Preis Kat. Kunst „Ea Sola Dance Compagnie in Vietnam“
- 2000: World Press Photo Award: Ehrenvolle Erwähnung, Kategorie Sport „Americas Cup Segelwettbewerb“
- 2002: World Press Photo Award: 3. Preis Kat. Kultur-Serie „Die Musik der Agma-Pygmäen“

Quelle: World Press Photo